# Паркови природе Хрватске
У Хрватској данас има 11 паркова природе, и то су:
- Парк природе Биоково
- Парк природе Копачки рит
- Парк природе Ластовско оточје
- Парк природе Лоњско поље
- Парк природе Медведница
- Парк природе Папук
- Парк природе Телашћица
- Парк природе Велебит
- Парк природе Вранско језеро
- Парк природе Учка
- Парк природе Жумберак–Самоборско горје